# 광푸향

광푸향의 위치

광푸향(한국어: 광복향, 중국어: 光復鄉, 병음: Guāngfù Xiāng)은 중화민국 화롄현의 향이다. 넓이는 157.11km2이고, 인구는 2015년 8월 기준으로 13,277명이다.

## 지리
광푸향은 화롄현 동부에 위치하고, 북쪽은 펑린진과 동쪽 및 동남쪽은 펑빈향과 서쪽은 완룽향과 남쪽은 루이수이향과 각각 접하고 있다. 지세는 서쪽의 중양산맥과 동쪽의 하이안산맥에 끼워진 화둥 종곡(花東縱谷)에 위치해 지세는 길다란 평원을 이루어 평탄하다. 향내에는 마타이안시(馬太鞍渓), 화롄시(花蓮渓), 광푸시(光復渓) 등이 흐르고 있다. 주민의 구성은 한족과 원주민이 대등하며, 원주민의 상당수는 아메이족이다.

## 역사
광푸향의 옛 이름은 마태안(馬太鞍)이다. 옛날에는 집들에서 동부를 활발히 재배했고 동부를 아메이족 언어로 바타안(Vataan)으로 부른 것에서 유래해 명명되었다. 일본 통치 시대에는 가미야마토(上大和)로 불렸다.
청대에는 아메이족 마태안사, 마불사, 사배사, 태파사의 원주민의 취락이 퍼져 있었고 그 중에 태파사가 대만 동부에서 최대의 아메이족 부락이었다. 함풍 연간부터 한족의 이주가 진행되어 대동직례주(台東直隸州)에 속하게 되었다. 1920년의 타이완 지방제 개편 때, 이곳은 가렌코청 호린군 호린가와 미즈호장의 관할이었다. 전후에도 이 행정구분이 이용되어 화롄현 펑린진과 루이수이향의 관할이었지만, 1947년 3월에 독립한 향으로서 개편되었고, 광복 후에 설치된 것을 기념해 광푸향으로 명명되어 현재에 이르고 있다.